# Roman Wysocki (koszykarz)
Roman Wysocki (ur. 7 sierpnia 1932, zm. 12 lutego 2008 w Szczecinie) – polski koszykarz, sędzia i trener koszykarski, działacz sportowy, wieloletni prezes Zachodniopomorskiego Okręgowego Związku Koszykówki oraz założyciel i członek Zarządu Zachodniopomorskiej Federacji Sportu.

## Życiorys
Karierę sportową zaczynał jako zawodnik w SKS Spójni Toruń w 1946 r. W latach 1949–1952 był zawodnikiem KS Budowlanych Toruń. Od 1952 r., w związku ze studiowaniem w Szczecinie występował w AZS Szczecin z którym związany był zawodniczo do 1961 r., występując przez trzy sezony w II lidze. W latach 1958–1963 piastował funkcję wiceprezesa AZS-u Środowisko. W 1965 r., przyczynił się do powstania sekcji koszykówki MKS-u Pogoń Szczecin, gdzie do 1965 r., pełnił funkcje trenera. Był trenerem zespołów seniorów i juniorów MKS-u Ogniwo w latach 1968–1973.
Od 1970 r., do 1980 pełnił funkcję prezesa Okręgowego Związku Koszykówki w Szczecinie, przyczyniając się do powierzenia Związkowi wielu prestiżowych imprez o charakterze międzynarodowym w tym między innymi meczu Polska-Ukraina w 1972 r., oraz I Mistrzostw Europy Kadetek w 1976 r. (był sekretarzem komitetu organizacyjnego). Od 1985 r., do momentu śmierci ponownie piastował funkcję prezesa Okręgowego Związku Koszykówki w Szczecinie. Pochowany został na cmentarzu Centralnym w Szczecinie kwatera 58 C.